# Vānīrā Giri

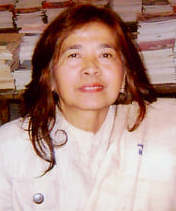

Vānīrā Giri, auch Banira Giri, (Nepali वानीरा गिरि; 11. April 1946 in Kurseong – 24. Mai 2021) war eine nepalesische Autorin, die sowohl für ihre Romane, als auch für ihre Lyrik bekannt wurde. Sie ist die erste nepalesische Frau, die einen Doktortitel der Tribhuvan-Universität erhielt. Ihre Gedichte wurden in mehrere Sprachen übersetzt, darunter Englisch, Japanisch, Hindi und Urdu. Sie wurde in Nepal sowohl für ihre Prosa, als auch für ihre Lyrik ausgezeichnet und erhielt auch den Takeshi Kaikō Memorial Award für ihre Lyriklesungen in Japan. Sie ist eine der wenigen nepalesischen Dichterinnen, die international wahrgenommen werden.

## Leben und Werk
Vānīrā Giris Vater wanderte aus politischen Gründen in der Zeit der Rana-Dynastie von Nepal nach Indien aus. Er blieb seinem Heimatland nach Angaben von Vānīrā Giri jedoch zeitlebens eng verbunden und vermittelte seiner Tochter sowohl ein politisches Bewusstsein, als auch Wissen über die nepali Literatur.
In den 60er Jahren studierte Vānīrā Giri an der Tribhuvan-Universität. Sie verfasste dort eine Doktorarbeit über Gopalprasad Rimal, mit der sie die erste Frau wurde, die einen Doktortitel dieser Universität erhielt.
Vānīrā Giri unterrichtete zeitweise an einem Frauencollege in Kathmandu. Später lehrte sie an der Tribhuvan University Nepali. Sie veröffentlichte 14 Bücher. Audioaufnahmen ihrer Gedichte wurden in das South Asian Literary Recordings Project aufgenommen. Ihr Gedicht Kathmandu wurde in der literarischen Zeitschrift Der Freund in einer Übersetzung durch Christian Kracht in deutscher Sprache veröffentlicht.
In ihren letzten Jahren litt Vānīrā Giri an Alzheimer. Sie starb im Mai 2021 im Alter von 75 Jahren an einem Herzinfarkt. Drei Wochen vor ihrem Tod war sie positiv auf Covid-19 getestet worden. Aufgrund dieser Infektion wurde ihre Beisetzung durch die nepalesische Armee durchgeführt.
Der Ehemann Vānīrā Giris, Shankar Giri, schuf eine Stiftung in ihrem Namen, die Banira Foundation. Die Stiftung verleiht Preise an Personen, die wichtige Beiträge zur nepalesischen Kultur leisten. Im Zusammenhang mit der Stiftung wurde auch ein Banira Museum geschaffen und eine Statue für Vānīrā Giri errichtet.